# Ettore Cavalli
Ettore Cavalli (Lucera, 20 luglio 1861 – Torino, 4 marzo 1932) è stato un militare italiano.

## Biografia
Nato a Lucera il 20 luglio 1861 da Achille Cavalli e Rosa De Peppo, frequentò il Collegio militare di Napoli e poi la Reale accademia militare, venendo nominato nel 1880 sottotenente di artiglieria. Divenuto capitano nel 1888, fu poi destinato alla Fonderia di Torino nel 1894 e in seguito nel 1897 all'Officina di costruzione di artiglieria, assumendo nel 1898 la titolarità della cattedra di balistica e materiale d'artiglieria presso la Scuola d'applicazione d'artiglieria e genio presso l'Arsenale militare di Torino.
Divenne maggiore nel 1902 e fu assegnato alla Direzione superiore delle esperienze d'artiglieria, dove rimase anche dopo la promozione a tenente colonnello nel 1909. Nel 1911 entrò nel servizio tecnico, proseguendo la carriera militare fino al grado di maggiore generale nel 1916; divenne inoltre direttore dell'Officina di costruzioni di artiglieria di Torino nel 1919, venendo collocato in posizione ausiliaria speciale nel 1920. Richiamato in servizio nel 1924 come insegnante di balistica, fu poi promosso nel 1926 al grado di tenente generale e collocato a riposo nel 1930.
Apprendista nel campo della balistica di Francesco Siacci, del quale difese ed onorò la memoria, studiò il comportamento delle funzioni balistiche per valori estremi della velocità, dimostrando di poter determinare il coefficiente balistico ridotto C e la pseudovelocità V nel punto di arrivo anche per grandi valori di D, soluzione che costituisce uno dei problemi principali della balistica pratica. Tra i lavori che gli dettero ampia notorietà figura Il problema del prossimo avvenire, pubblicato nella Rivista di artiglieria e genio del 1921, nel quale Cavalli per risolvere il problema delle ampie gittate propose l'integrazione delle equazioni differenziali del moto di un proiettile nell'ipotesi che la densità dell'aria non sia costante ma possa variare con la quota. Tutta la sua esperienza è stata raccolta in un Trattato di balistica esterna pubblicato in due volumi nel 1928 e dedicato proprio a Siacci.
Morì a Torino il 4 marzo 1932.